# Hiromu Kori
Hiromu Kori (郡 大夢 Kori Hiromu?, nacido el 11 de septiembre de 1997 en Tokio) es un futbolista japonés que se desempeña como delantero.

## Trayectoria

### Clubes
| Club               | País  | Año    |
| ------------------ | ----- | ------ |
| Tokyo Verdy        | Japón | 2016 - |
| Grulla Morioka     | Japón | 2016   |
| Gamba Osaka        | Japón | 2017   |
| Gamba Osaka sub-23 | Japón | 2017   |

## Estadística de carrera

### J. League
| Club               | Año   | J. League | J. League | Copa J. League | Copa J. League | Total | Total |
| Club               | Año   | Part.     | Goles     | Part.          | Goles          | Part. | Goles |
| ------------------ | ----- | --------- | --------- | -------------- | -------------- | ----- | ----- |
| Tokyo Verdy        | 2016  | 0         | 0         | -              | -              | 0     | 0     |
| Grulla Morioka     | 2016  | 1         | 0         | -              | -              | 1     | 0     |
| Gamba Osaka        | 2017  | 0         | 0         | 0              | 0              | 0     | 0     |
| Gamba Osaka sub-23 | 2017  | 17        | 3         | -              | -              | 17    | 3     |
| Total              | Total | 18        | 3         | 0              | 0              | 18    | 3     |